# Alloplasta longipetiolaris
Alloplasta longipetiolaris là một loài tò vò trong họ Ichneumonidae.